# Selbstbedienungsgesellschaft

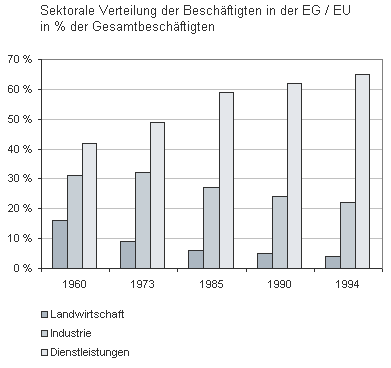
Wandel der sektoralen Verteilung der Beschäftigten

Selbstbedienungsgesellschaft (englisch self-service society) ist ein Gegenbegriff zum in der wissenschaftlichen wie öffentlichen Diskussion sonst üblichen Bezeichnung Dienstleistungsgesellschaft, als Name der post-industriellen Gesellschafts- und Wirtschaftsform.

## Hintergrund
Die alten Industriestaaten sind von einem Strukturwandel betroffen, der lange Zeit als Übergang von der Industrie- zur Dienstleistungsgesellschaft beschrieben wurde. Der Rückgang bei der Zahl der Beschäftigten im sekundären Sektor (Industrie) wurde festgestellt und man vermutete, dass die in der Industrie freigesetzten Arbeiter nun im Dienstleistungssektor Beschäftigung finden würden.
Für diese Annahme sprachen Beobachtungen beim Übergang vom primären (Landwirtschaft) zum sekundären Sektor (Industrie). Hier hatte der Rückgang der Beschäftigtenzahlen in der Landwirtschaft zunächst zu Armut und Not geführt (Pauperismus), die freigesetzten Arbeiter fanden aber bald Arbeit in der Industrie und bildeten als ein Reservoir vieler billiger Arbeitskräfte eine wichtige Voraussetzung für die industrielle Revolution. Die Arbeiter aus der Landwirtschaft fanden wieder in der Industrie Arbeit.
Anders als die Beobachtungen beim Strukturwandel im 19. Jahrhundert hätten vermuten lassen, wurden die Erwartungen an den Dienstleistungssektor vielfach enttäuscht. Der tertiäre Sektor erwies sich als unfähig die in der Industrie freigesetzten Arbeiter vollständig zu übernehmen. Einer der Hauptgründe dafür ist die Tatsache, dass die Menschen nicht – wie erwartet – größer werdende Anteile ihres frei verfügbaren Einkommens für die klassischen persönlichen Dienstleistungen wie Frisör, Restaurantbesuche, Wäscherei, Theater, Kino, Konzert etc. ausgeben, sondern sich stattdessen einen Teil dieser Dienstleistungen selbständig erbringen – mit Hilfe von eigens angeschafften Industriegütern. Um den Gegebenheiten Rechnung zu tragen und die Erfahrungen begrifflich zu fassen, wurde der Begriff Selbstbedienungsgesellschaft eingeführt.
Die für diese „Selbstbedienung“ verwendeten Mittel sind häufig von den Privathaushalten langfristig angeschaffte Konsumgüter, die durch ihren Gebrauch jedoch faktisch zu Investitionsgütern werden, mit denen man Dienste für sich selbst aber prinzipiell auch für Dritte leisten kann. So ersetzen moderne Vollwaschautomaten die Dienstleistungen einer Reinigung, große 16:9-Fernseher und die entsprechende DVD-Sammlung machen so manchen Kinogang überflüssig. Haarschneidemaschinen ersparen den Weg zum Friseur, Eismaschinen den Gang zur Eisdiele und der Computer inklusive Internetanschluss und Software ersetzt den Volkshochschulkurs, das Ausleihen von Medien in der Stadtbibliothek oder den Einkauf im Buchladen.
Aber auch ursprünglich serviceorientierte Dienstleister überwälzen mittels Maschinen oder neuer Konzepte zunehmend einen Teil ihrer Aufgaben auf den Kunden. Diese ziehen sich ihr Geld selbst am Bankautomaten, föhnen sich beim Friseur selbst die Haare oder bauen – wie weiter unten bereits ausgeführt – ihre Möbel nach dem Kauf selber zusammen.

## Beispiele
Standardbeispiel für die neue „Selbstbedienungsgesellschaft“ ist etwa das Ikea-Modell, wo Kunden ihre Möbel selbst im Geschäft aussuchen, die Bauteile selbst nach Hause bringen und dann dort selbst aufbauen. Hierdurch entfallen Dienstleistungen durch Monteure und einen Lieferdienst.